# Езине
Езине (итал. Esine) је насеље у Италији у округу Бреша, региону Ломбардија.
Према процени из 2011. у насељу је живело 3289 становника. Насеље се налази на надморској висини од 271 м.

## Становништво
| 1951. | 1961. | 1971. | 1981. | 1991. | 2001. | 2011. |
| ----- | ----- | ----- | ----- | ----- | ----- | ----- |
| 3.137 | 3.229 | 3.573 | 4.112 | 4.321 | 4.707 | 5.351 |